# Solanum ossicruentum
Solanum ossicruentum, novootkrivena biljna vrsta iz porodice pomoćnica. Vrsta je otkrivena na sjeveru Australije i opisana je 2017 godine.
Solanum ossicruentum, vrsta je grmolike rajčice iz sjeverne Australije. Međutim, njegov plod ima malo sličnosti s uzgojenim rođacima koji se prodaju u trgovinama. Ove su rajčice široke samo nekoliko centimetara (oko inča). I rastu unutar ljuske od šiljaka. Ti šiljci vjerojatno pomažu plodovima da se zakače za krzno sisavaca koji prolaze kako bi raširili sjemenke biljke drugdje.
Nakon otvaranja ovog ploda unutar pet minuta čini se da njegovo ljepljivo bijelo-zeleno meso krvari. Preliva se u svijetlocrvenu do tamno kestenjastu dok je izložena zraku.
Grmolika rajčica s vremenom ne postaje ukusnija. Zreli plodovi otvrdnu u suhe, koštunjave komadiće. Njezina jeziva kvaliteta donijela je rajčici službeno ime, koje je odabrano uz pomoć 150 učenika sedmih razreda prirodnih znanosti u Pennsylvaniji. Kombinirali su latinske riječi za "kost" i "krvav" da bi dobili “ossicruentum”.
Istraživači sa Sveučilišta Bucknell u Lewisburgu, Pennsylvania, opisali su biljku 3. svibnja u PhytoKeys. Ali lokalni ljudi u Australiji već su znali za rajčicu. Neki pripadnici autohtone skupine pod nazivom Walmajarri čak jedu vanjski dio srodne vrste grmolike rajčice, ali nisu ovako koščate teksture.